# Потылицына, Ольга Викторовна
О́льга Ви́кторовна Поты́лицына (17 сентября 1989, Красноярск) — российская скелетонистка, выступающая за сборную России с 2008 года. Чемпионка национального первенства, обладательница Кубка России, победительница этапа Кубка мира, мастер спорта. Была пожизненно отстранена от участия в Олимпийских играх, но позже оправдана судом САS.

## Биография
Ольга Потылицына родилась 17 сентября 1989 года в Красноярске в спортивной семье, мать была саночницей, отец — прыгун с трамплина. Ещё будучи школьницей, поступила в красноярское училище олимпийского резерва. В течение девяти лет занималась горными лыжами, неплохо выступала на соревнованиях местного масштаба, но однажды получила серьёзную травму, перенесла несколько операций на обоих коленях и поняла, что уже не сможет добиться в этом виде спорта серьёзных результатов. Поэтому в 2007 году по совету подруги отца решила попробовать себя в скелетоне и приехала тренироваться в Москву. В сборной России дебютировала 5 декабря 2008 года на этапе Кубка Европы в немецком Винтерберге, где сразу же попала в число призёров, финишировав третьей. В 2009 году на чемпионате мира среди юниоров заняла седьмое место, а ещё через год стала восьмой.
В 2010 году прошла отборочные соревнования на Кубок мира, её первый этап на этом турнире состоялся 26 ноября 2011 года в канадском Уистлере. Определённый подъём в её карьере произошёл в сезоне 2010/11, когда она заняла пятое место на мировом первенстве и дважды финишировала третьей в кубковых заездах смешанных команд, тогда как в общем зачёте одиночного разряда обосновалась на четвёртом месте. На первом же этапе Кубка мира 2011/12, проходившим в австрийском Иглсе, Ольга Потылицына сенсационно завоевала золотую медаль — это первая медаль женского российского скелетона за всю историю команды (до сих пор лучшим результатом оставалось четвёртое место). В январе 2012 года взяла серебро на молодёжном чемпионате мира, а в марте выиграла национальное первенство. Перед началом сезона 2012/13 в очередной раз одержала победу на Кубке России и вновь попала в основной состав сборной, однако цикл мирового кубка получился уже не таким удачным — спортсменка ни разу не поднялась на пьедестал, но была близка к нему (дважды финишировала шестой), а в общем зачёте заняла четырнадцатое место. На чемпионате мира в швейцарском Санкт-Морице вынуждена была довольствоваться девятым местом, зато на первенстве России вновь взяла золото: «Сезон оказался крайне неровным, хотя и полезным с точки зрения развития личности и характера. Этот год меня, как спортсмена, изменил очень сильно».
Кроме скелетона Потылицына является страстной поклонницей Формулы-1, смотрит почти все трансляции и болеет за Фернандо Алонсо, мечтая когда-нибудь сесть за руль болида. В свободное время любит гулять, слушать музыку, ходить по магазинам. Дружит с прыгуньей в воду Юлей Колтуновой, обладательницей серебряной медали Олимпийских игр 2004 года.

## Дисквалификация
22 ноября 2017 года, решением Международного олимпийского комитета за нарушение антидопинговых правил аннулированы результаты выступления на Олимпиаде в Сочи и пожизненно отстранена от участия в Олимпийских играх. Вскоре была подана апелляция и 1 февраля 2018 года Спортивный арбитражный суд её удовлетворил и аннулировал пожизненное отстранение от участия в Олимпийских играх за нарушение антидопинговых правил.

## Личная жизнь
Мастер фристайла Семен Денщиков сделал предложение 12 февраля 2018 года. Поженились 14 февраля на Сахалине прямо перед отъездом в Пхенчхан.